# Nemšová
Nemšová (în maghiară Nemsó) este o comună și un oraș din Slovacia cu 6.109 locuitori.
Râul Vlára curge prin comună.
Vezi și: Listă de orașe din Slovacia

## Demografie
| An:                | 1994 | 2004   | 2014   | 2024   |
| ------------------ | ---- | ------ | ------ | ------ |
| Număr de persoane: | 6087 | 6220   | 6274   | 6172   |
| Diferență:         |      | +2,18% | +0,86% | −1,62% |

| An:                | 2023 | 2024   |
| ------------------ | ---- | ------ |
| Număr de persoane: | 6240 | 6172   |
| Diferență:         |      | −1,08% |